# Kostanjevica-Höhle
Die Kostanjevica-Höhle, slowenisch Kostanjeviška jama, ist eine Karsthöhle in der Nähe von Kostanjevica na Krki am Fuße des Gorjanci-Gebirges.

## Geschichte
Im Jahr 1937 riss das ansteigende Wasser die Felsen weg und öffnete den heutigen Eingang zur Höhle. Danach begann auch ihre Erforschung. Im Jahr 1971 wurde in der Höhle eine elektrische Beleuchtung installiert und ein dreihundert Meter langer Weg für einen touristischen Rundgang durch die attraktivsten Teile der Höhle eingerichtet. Insgesamt ist die Höhle etwa zwei Kilometer lang und der gesamte Höhlenbereich wird noch erforscht.
In der Höhle herrscht eine konstante Temperatur von 12 Grad Celsius.